# Ligne de La Rochelle-Ville à La Rochelle-Pallice
La ligne de La Rochelle-Ville à La Rochelle-Pallice est une ligne de chemin de fer française ) à voie unique qui relie la ville de La Rochelle avec le port de la Pallice.
Elle constitue la ligne 539 000 du réseau ferré national.

## Historique
La ligne de La Rochelle-Ville à La Rochelle-Pallice est déclarée d'utilité publique le 2 mai 1889, non concédée, la ligne est construite par l'Administration des chemins de fer de l'État qui ouvre à l'exploitation le 1er avril 1891, cette ligne de chemin de fer de jonction entre la ville de La Rochelle et son port en eau profonde de La Pallice.
En annexe, la gare de La Rochelle-Pallice est créée, le 25 octobre 1910. La halte de La Rochelle-Pallice-appontements, n'est ouverte que pour « le service des voyageurs, des bagages, ou des chiens accompagnés ».
Le service voyageurs est totalement fermé le 15 mai 1933, l'annonce parue au journal officiel indique : la fermeture des arrêts de « Porte-Royale, Jéricho, La Ferté , Saint-Maurice, Vauguin » ; de la « halte de la Porte-Dauphine » ; de la « gare de La Rochelle-Pallice-Appontements » ; et pour la gare de La Rochelle-Pallice la suppression du « service des voyageurs bagages et chiens accompagnés ». Par ailleurs il est précisé que l'ensemble de ces services sont supprimés de la « nomenclature des gares, haltes, et arrêts du réseau de l'État » mais qu'il y est précisé que la gare de La Rochelle-Pallice est « ouverte au service complet de la grande et de la petite vitesse, à l'exclusion des voyageurs bagages et chiens accompagnés ».
En 2008, dans le cadre d'un renforcement de l'offre ferroviaire périurbaine régionale entre La Rochelle et Rochefort, l'ancien point d'arrêt de La Rochelle-Porte-Dauphine est rouvert au service des voyageurs après avoir été rénové et modernisé en étant notamment accessible aux personnes en situation de handicap.

## Caractéristiques
Sur le réseau ferré national, la ligne porte le numéro 539 000.

### Tracé
La ligne, à voie unique, débute en gare de La Rochelle-Ville, dès l'extrémité Nord des voies, elle s'écarte, par une courbe à gauche, de la ligne de Nantes-Orléans à Saintes, elle franchit sur un pont le canal de Marans à La Rochelle (dit aussi canal de Rompsay), traverse à niveau la rue de Périgny puis suit le tracé des anciennes fortifications. Elle traverse à niveau le boulevard Joffre avant d'entamer une légère courbe à droite, passe sous l'avenue de la porte royale, où se situait un arrêt, et poursuit en direction du Nord. Par une courbe à gauche elle prend la direction du Nord-Ouest avant le passage sous l'avenue des Cordeliers, puis sous une passerelle piétonne. Elle débute une courbe serrée sur la gauche et c'est en direction du Sud-Est qu'elle passe sous l'avenue de la Porte-Dauphine avant d'arriver à la halte de La Rochelle-Porte-Dauphine qui dispose d'un quai latéral et d'une voie d'évitement,. 
Tout en étant encore en gare, elle passe sous le pont du chemin des remparts en direction de l'Ouest. Elle traverse de niveau un chemin piétonnier avant de longer le quai de l'arrêt fermé de La Rochelle-Champs-de-Mars qui est en courbe à gauche. Elle passe de niveau le passage piéton, situé entre la rue Richelieu et la rue Nungesser et Coli et s'installe sur une direction Sud-Ouest, traverse de niveau l'avenue de Metz (emplacement où devait se situer l'arrêt Jéricho) puis par une longue courbe à droite elle prend la direction de l'Ouest pour passer sous l'avenue Aristide Briand. Par une longue courbe à gauche elle rejoint le pont métallique qui lui permet de franchir l'avenue Edmond Grasset, par une courbe à droite elle reprend en direction de l'Ouest avant de passer sous l'avenue Pierre Loti, point où elle se dédouble. Elle passe, avec ses deux voies, sur le pont en pierre qui surplombe l'avenue Pierre Loti, puis laisse à droite la petite rue de la station qui marque l'emplacement de l'ancien arrêt Saint-Maurice, passe au-dessus de la rue de Quatrefages juste avant d'entrer dans un faisceau de voies, passe au dessus de la rue Meschinet de Richemond, laisse un embranchement sur la gauche, puis un autre sur la droite avant d'arriver en gare de La Rochelle-Pallice,.

### Gares et arrêts
Seuls deux arrêts sont desservis au service voyageurs : La Rochelle-Ville et La Rochelle-Porte-Dauphine.